# Kevin McCutcheon

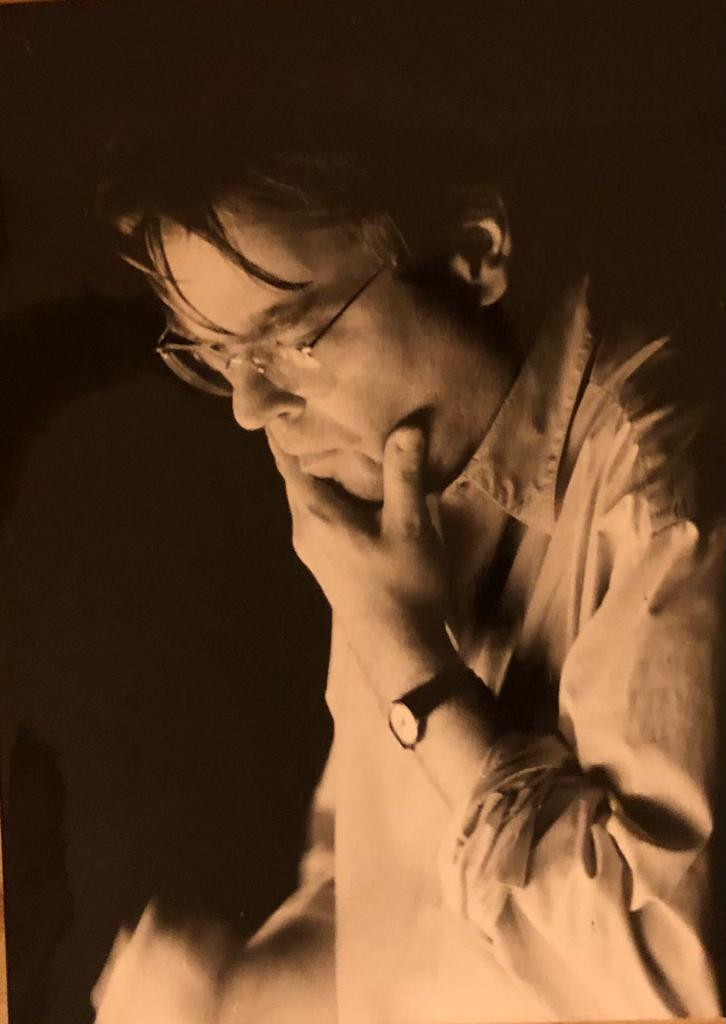
Kevin McCutcheon (undatiert)

Kevin McCutcheon (* 16. November 1955 in Johnstown, Pennsylvania; † 31. Januar 2021 in Berlin) war ein US-amerikanischer Pianist und Dirigent.

## Leben und Wirken
McCutcheon erhielt erstmals mit fünf Jahren Klavier-, ab 1964 auch Geigenunterricht. Nicolo Sartori wirkte später als sein Klavierprofessor. Mit 14 Jahren wurde seine Orchesterkomposition „Chaos in Ces-Dur“ erstmals aufgeführt. Als Solist und Begleiter von Instrumentalisten und Sängern trat McCutcheon bereits früh hervor. Dann studierte er an der Academy of Music in Philadelphia Dirigieren, Klavier und Komposition.
Von 1976 bis 1979 war er als Dirigent an der Opera Company of Philadelphia tätig und wechselte im Anschluss im Alter von 25 Jahren nach Berlin an die Deutsche Oper, zunächst als Korrepetitor. Im Dezember 1985 gab er dort auch sein Debüt als Dirigent mit Così fan tutte. Bis 2019 war er an diesem Haus Solo-Repetitor und dirigierte auch Vorstellungen des KinderMusikTheaters.
McCutcheon gastierte regelmäßig mit dem Rundfunk-Sinfonieorchester Berlin, dem Deutschen Symphonie-Orchester Berlin, dem Kammerorchester Berlin und dem Brandenburgischen Staatsorchester Frankfurt. Im Jahre 1985 wurde er mit dem Pennsylvania Music Award (PMA) ausgezeichnet. Er gastierte als Dirigent der Prager Oper in Japan und 2006 mit dem Kammerorchester Berlin bei den Musikfestspielen Potsdam Sanssouci, beim Rheingau Musik Festival sowie bei Musikfestivals in Spanien.
Von 1986 bis 2021 war er der Dirigent des Berliner Ärzte-Orchesters. McCutcheon starb im Januar 2021 im Alter von 65 Jahren.